# Conns sjukdom
Primär hyperaldosteronism eller Conns sjukdom är den vanligaste orsaken till sekundär hypertoni. Det är en endokrin sjukdom som yttrar sig i att aldosteronnivåerna i kroppen är förhöjda med en uppskattad prevalens på 3-12 procent av alla fall av hypertoni.
Vid primär hyperaldosteronism är aldosteronproduktionen för hög, och detta orsakar högt blodtryck och i cirka 30 procent av fallen även lågt kalium. En tumör i binjurebarken är den vanligaste orsaken till Conns sjukdom. Även tillväxt av binjurebarken som inte klassificeras som tumörvävnad kan orsaka sjukdomen, så kallad adrenal hyperplasi. Aldosteron gör att njurarna inte utsöndrar natrium utan istället utsöndrar kalium. Förutom högt blodtryck förekommer hjärtarytmier och muskelsvaghet. Högt blodtryck och lågt kalium ska föranleda misstankar om primär aldosteronism. Aldosteron i blodet och urinen är båda förhöjda. Datortomografiundersökning kan också vara av värde. Lågt kalium kan annars vara orsakat av läkemedel (till exempel diuretika) eller av mycket lakritsätande. 
Behandling är att man vid binjurebarksadenom opererar bort detta. Vid tillväxt av binjurebarken ger man läkemedlet spironolakton. För att ta reda på om hyperaldosteronismen orsakats av ett binjurebarksadenom eller dubbelsidig tillväxt av binjurebarken så behöver man ta reda på om det finns någon sidoskillnad, så kallad lateralisering, gällande aldosteronproduktionen från binjurarna.  Därför genomförs en binjurevenskateterisering, som är en form av blodprovstagning direkt från binjurevenerna, så att man kan mäta aldosteron samt kortisolnivåerna från höger respektive vänster binjure. Om det framkommer en tydlig sidoskillnad så är orsaken sannolikt ett binjurebarksadenom, som kan opereras bort. 
Somatiska aktiverande mutationer (gain-of-function) i KCNJ5 genen förekommer hos 40% av personer med aldosteronproducerande adenom. Denna gen är också muterad i ärftliga fall av primär aldosteronism med tidig debut samt bilateral binjurehyperplasi. ATP1A1, ATP2B3, CACNA1D och CTNNB1 är andra muterade gener som är vanligt förekommande i aldosteronproducerande adenom.